# جون اولسن (مهندس)
جون اولسن (بالدنماركية: Knud Olsen)‏ هو شخصية أعمال ومهندس دنماركي، ولد في 1919، وتوفي في 2010.